# Cyperus capensis
Cyperus capensis är en halvgräsart som först beskrevs av Ernst Gottlieb von Steudel, och fick sitt nu gällande namn av Stephan Ladislaus Endlicher. Cyperus capensis ingår i släktet papyrusar, och familjen halvgräs. Inga underarter finns listade i Catalogue of Life.